# 吉卡沃河
8°22′N 33°46′E / 8.367°N 33.767°E
吉卡沃河是埃塞俄比亞的河流，位於該國西部與南蘇丹接壤的邊境，屬於尼羅河流域的一部分，距離首都亞的斯亞貝巴600公里，每年平均降雨量1,328毫米。
8°22′N 33°46′E / 8.367°N 33.767°E.